# 智利擬八角魚
智利擬八角魚（学名：Agonopsis chiloensis）為輻鰭魚綱鮋形目杜父魚亞目八角魚科的其中一種溫帶海水魚。其种加词“chiloensis”意为“智利的”。分布於東南太平洋智利及西南大西洋巴塔哥尼亞海域，棲息深度3-400公尺，本魚體背部深褐色、腹側灰白色，背部具5個交叉條紋，背鰭硬棘7-8枚、背鰭軟條7枚、臀鰭軟條7-8枚，體長可達12.5公分，棲息在底層水域，生活習性不明。